# Nannobisium mollis
Nannobisium mollis är en spindeldjursart som först beskrevs av Clarence Clayton Hoff 1964.  Nannobisium mollis ingår i släktet Nannobisium och familjen spinnklokrypare. Inga underarter finns listade i Catalogue of Life.